# Astérix tras las huellas del grifo
Astérix tras las huellas del grifo (en francés: Astérix et le Griffon) es el álbum n.º 39 de la serie Astérix el Galo, editada por Les Éditions Albert René. Fue publicado en 2021, saliendo a la venta el 21 de octubre de ese año en toda Europa. Es el quinto álbum de Astérix en que no participan ninguno de sus creadores originales; en su lugar, Jean-Yves Ferri se encarga del guion y Didier Conrad del dibujo. En España está editado por Editorial Salvat. La primera edición fue traducida a diecisiete idiomas y contó con una tirada de cinco millones de ejemplares.

## Argumento
La historia comienza en el palacio de Julio César, que contempla un ánfora en la que hay pintado un grifo, animal mítico mitad león y mitad águila, que le ha regalado el geógrafo Terrignotus. Este le hace saber que el animal se encuentra en la región del Barbaricum, el territorio habitado por los sármatas, pueblo nómada de las estepas de Asia, y le propone una expedición para encontrarlo. Para ello cuenta con una prisionera sármata, Kalashnikova, que les servirá de guía. 

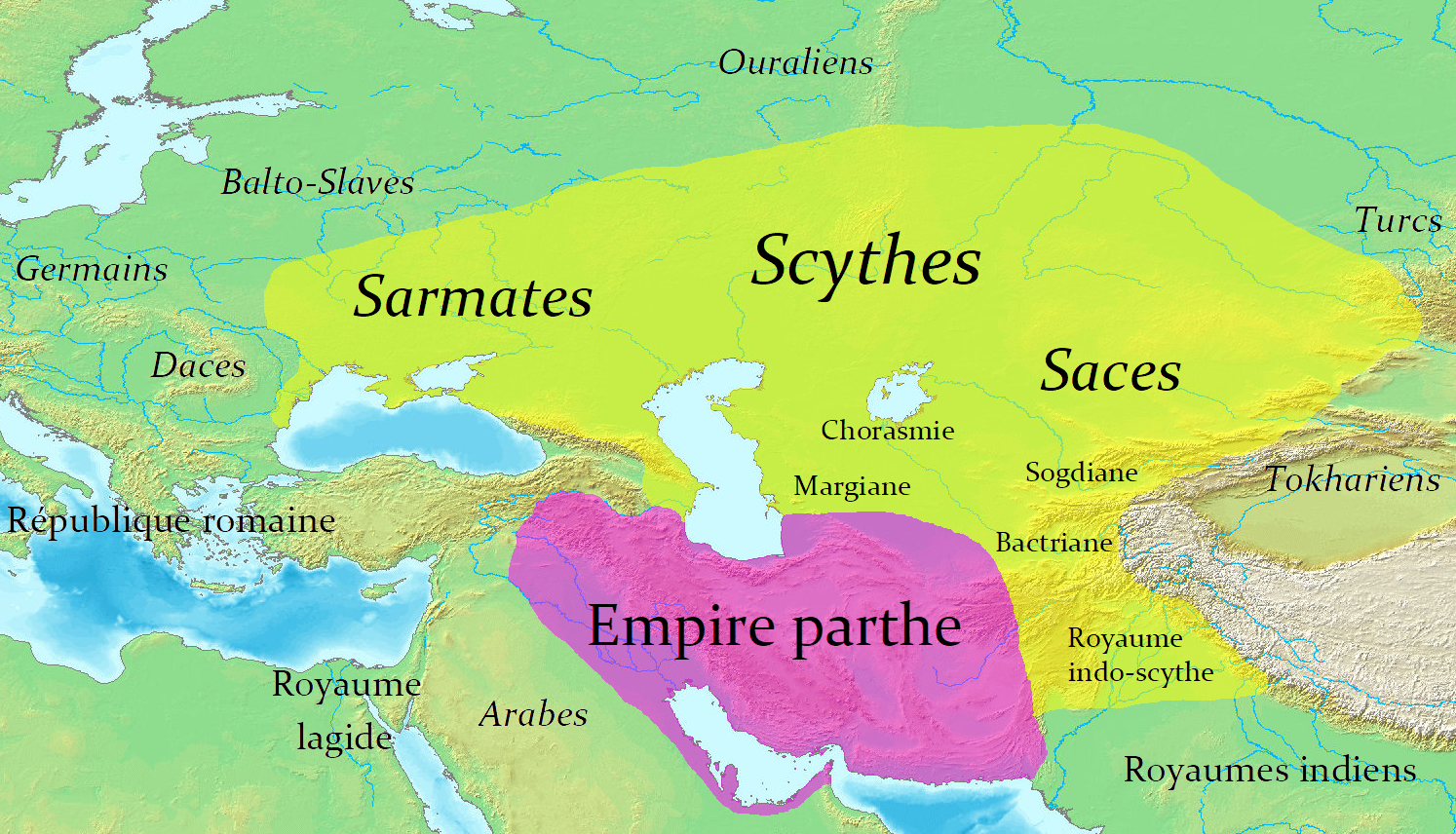
Escitia ca. 100 a. C.

En la escena siguiente, Astérix, Obélix, Ideafix y el druida Panorámix van en un trineo de nieve de caballos, hasta que llegan a una aldea sármata donde encuentran al chamán Sakaeljamonov, amigo del druida, al que ha convocado con sus poderes mágicos para ayudar a la aldea en previsión de la llegada de los romanos. En dicha aldea, los hombres se encargan del hogar y el cuidado de los niños, y las mujeres son guerreras, como las amazonas (pero con hombres). 
Los romanos montan un campamento cerca de la aldea, y Astérix y Obélix van a parlamentar con ellos para arreglar pacíficamente la situación. Astérix informa a los romanos de que Kalashnikova no conoce el paradero del grifo, pero a Obélix se le escapa que solo el chamán Sakaeljamonov lo conoce, por lo que el centurión romano les ofrece entregarles a la prisionera a cambio del chamán. Ante ello, el chamán se ofrece voluntariamente a los romanos, que parten en busca del grifo, y Astérix y Obélix salen en su persecución, en compañía de las amazonas de la aldea. 
Tras varias vicisitudes, llegan a un lago helado, en cuyo fondo se ve a través del hielo transparente la figura de un dinosaurio congelado, que sería supuestamente el grifo que estaban buscando, aunque en el fondo lo que buscaba Terrignotus era oro que había en la zona. La treta queda al descubierto cuando se le rompe el ánfora y se ven las pepitas de oro entre los restos. Astérix y Obélix rescatan a Sakaeljamonov y los romanos salen huyendo.
Al faltar en Roma noticias de la expedición, César hace presentar en el circo una jirafa.

## Análisis

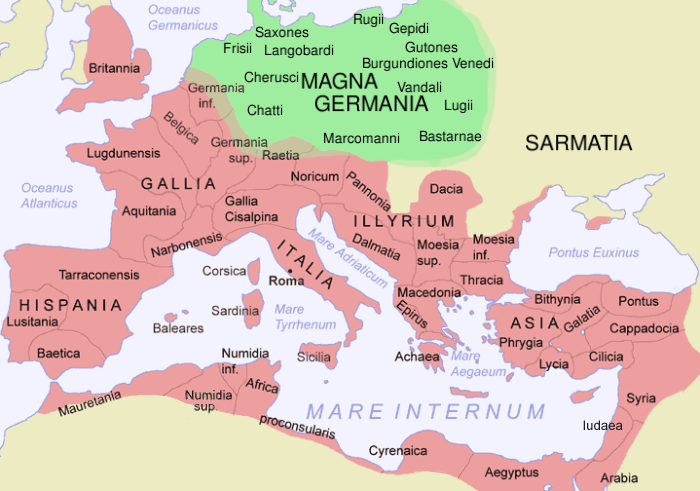
Muchas veces, la noción del Barbaricum correspondía a lo que se ve en verde en el mapa
(en rosa, las provincias romanas)

Esta historia transcurre fuera de la aldea gala, como es habitual en la serie de Astérix, en la que alternan una historia en ella y otra fuera. La historia inmediatamente anterior, La hija de Vercingétorix, transcurría en la aldea de los irreductibles galos. En este caso el viaje es a un territorio indefinido, llamado Barbaricum, que se correspondería con las estepas centroasiáticas, donde se encuentran las actuales Rusia y Ucrania; para reforzar esa idea, los habitantes de la zona, los sármatas —un pueblo iranio que vivió en una zona comprendida desde el mar Negro hasta el mar Báltico y desde el Volga hasta el Vístula y el valle medio del Danubio, y que tuvo su apogeo en el siglo III— tienen en la historieta nombres acabados en ov, terminación de apellidos como los rusos, y, por la ortografía, como los búlgaros. Se emplea en el habla de los personajes sármatas la inversión de la letra E, lo que recuerda la Э del alfabeto cirílico. 
Esta historieta tiene un cierto cariz feminista, ya que en la aldea sármata los roles sexuales están invertidos respecto a la sociedad patriarcal tradicional: las mujeres son guerreras y los hombres se dedican a las tareas domésticas y el cuidado de los niños. Como es habitual en numerosos álbumes, no faltan los cameos: el geógrafo Terrignotus tiene la apariencia del escritor francés Michel Houellebecq; y el centurión Ensujugus está inspirado en el actor Burt Young, que interpreta a Paulie en la saga de Rocky.

## Personajes
Además de los protagonistas (Astérix y Obélix), Ideafix, el druida Panorámix y Julio César, hay los siguientes personajes, propios de esta aventura:
- Terrignotus, geógrafo romano.
- Kalashnikova, amazona sármata.
- Sakaeljamonov, chamán sármata.
- Ensujugus, centurión romano.
- Sabiondus, venator romano.
- Gaseoductov, decano sármata.
- Vinotintov, destilador sármata.
- Manchegov, quesero sármata.
- Kontrachapadov, carpintero sármata.
- Chokolatinov, repartidor sármata.
- Yoplaitova, amazona sármata, mujer de Sakaeljamonov.
- Krakatova, amazona sármata.
- Klorokinov, aldeano sármata.
- Granastutus, veterano romano.
- Feiknius, legionario romano.